# Tiqui
Un tiqui, ti'i en tahitià, terme que significa o bé « home », « déu » o « home-déu », és una representació humana esculpida estilitzada que trobem a Oceania, en forma d'escultura o penjoll, sovint fet de jade o d'os.

## Els tiquis penjats
« Hei tiki » significa literalment « corona de tiqui ». És una joia tant per homes com per dones, amb forma de penjoll. Posseeix un valor ritual com un amulet.
Segons el costum maori, el hei-tiki passa de generació a generació; l'ésser humà que representa recorda els avantpassats i pot simbolitzar la fertilitat; es considera un talismà o fetitxe.

## Els tiquis esculpits
Un tiqui també és una escultura, en fusta o en pedra representant un home o un cap d'home. Els més coneguts són certament els Moais, estàtues monumentals de l'Illa de Pasqua.
Els tiquis sovint són de sexe masculí, molt fràgils, però també n'hi ha de femenins. L'escultura representa els atributs sexuals. Els braços estan doblegats cap endavant amb les mans al ventre. Les cames estan flexionades i el cap, sovint desproporcionat, amb uns ulls enormes. La boca és molt expressiva i a vegades sembla que deixa anar un crit. Es poden comparar els tiquis i certes posicions del Haka.
Els tiquis simbolitzen « Tiqui », l'ancestre mig humà mig déu que fou el primer home. És un personatge mitològic que engendrà els humans.
A Tahití es creu que un tiqui a l'exterior d'una casa serveix per protegir-ne els seus habitants.

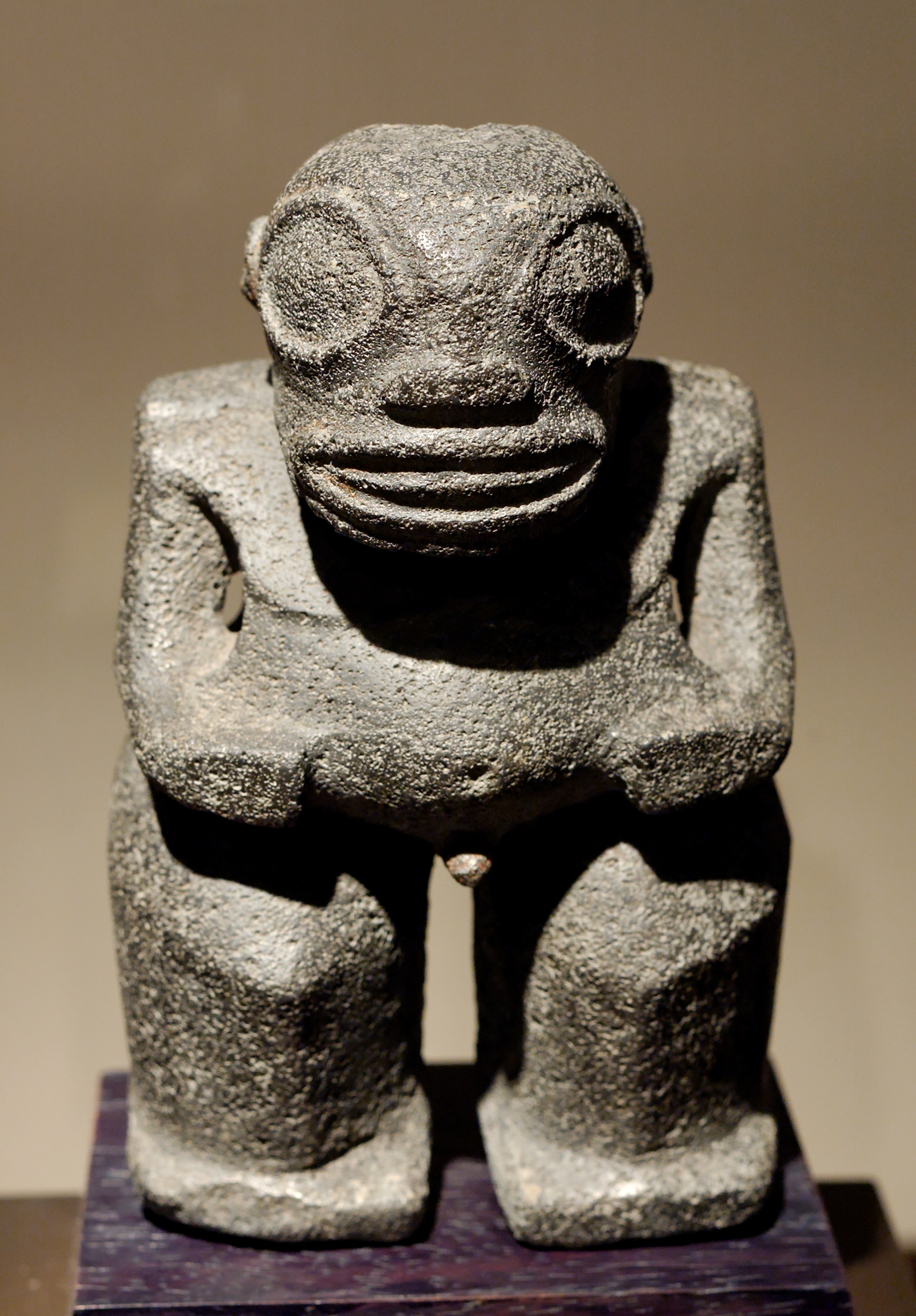
Tiqui mascle de pedra, finals del s. XVIII i començaments del XIX. Museu del Louvre.
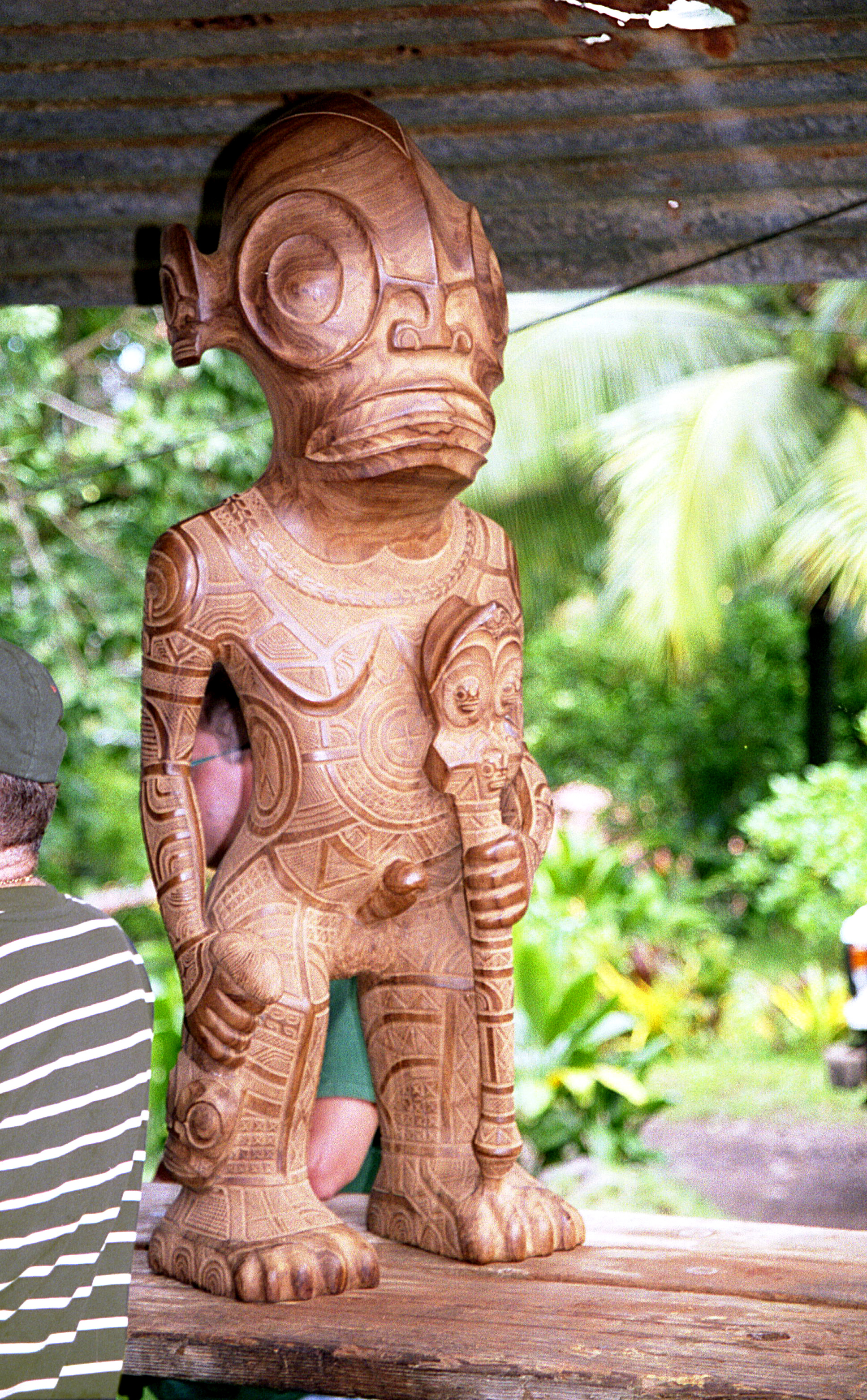
Tiqui marquesià de fusta